# Kevin Gravel
Kevin Gravel (né le 6 mars 1992 à Kingsford dans l'État du Michigan aux États-Unis) est un joueur professionnel américain de hockey sur glace. Il évolue au poste de défenseur.

## Biographie
Il est repêché par les Kings de Los Angeles au 148e rang lors du cinquième tour du repêchage d'entrée dans la LNH 2010 et poursuit son développement avec l'équipe des Huskies de l'Université d'État de Saint Cloud, équipe avec laquelle il joue de 2010 à 2014. Il participe avec l'équipe des États-Unis au championnat du monde junior en 2012.
Il devient professionnel vers la fin de la saison 2013-2014 avec les Monarchs de Manchester de la Ligue américaine de hockey. En 2015, il aide les Monarchs à remporter la Coupe Calder après avoir défait en finale les Comets d'Utica. En juillet 2015, il signe un contrat de 2 ans avec les Kings. 
Il fait ses débuts dans la Ligue nationale de hockey le 11 février 2016 lors d'un match contre les Islanders de New York. Il joue 5 matchs au cours de cette saison 2015-2016.

## Statistiques

### En club
| Saison     | Équipe                           | Ligue      |     | Saison régulière | Saison régulière | Saison régulière | Saison régulière | Saison régulière |   | Séries éliminatoires | Séries éliminatoires | Séries éliminatoires | Séries éliminatoires | Séries éliminatoires |
| Saison     | Équipe                           | Ligue      | PJ  | B                | A                | Pts              | Pun              | PJ               | B | A                    | Pts                  | Pun                  |                      |                      |
| 2008-2009  | Rangers de Marquette             | NAHL       | 58  | 3                | 11               | 14               | 29               | -                | - | -                    | -                    | -                    |                      |                      |
| 2009-2010  | Musketeers de Sioux City         | USHL       | 53  | 3                | 3                | 6                | 36               | -                | - | -                    | -                    | -                    |                      |                      |
| 2010-2011  | Université d'État de Saint Cloud | WCHA       | 36  | 1                | 5                | 6                | 4                | -                | - | -                    | -                    | -                    |                      |                      |
| 2011-2012  | Université d'État de Saint Cloud | WCHA       | 37  | 1                | 7                | 8                | 12               | -                | - | -                    | -                    | -                    |                      |                      |
| 2012-2013  | Université d'État de Saint Cloud | WCHA       | 42  | 1                | 11               | 12               | 25               | -                | - | -                    | -                    | -                    |                      |                      |
| 2013-2014  | Université d'État de Saint Cloud | NCHC       | 38  | 10               | 13               | 23               | 2                | -                | - | -                    | -                    | -                    |                      |                      |
| 2013-2014  | Monarchs de Manchester           | LAH        | 5   | 0                | 0                | 0                | 2                | -                | - | -                    | -                    | -                    |                      |                      |
| 2014-2015  | Monarchs de Manchester           | LAH        | 58  | 6                | 9                | 15               | 23               | 19               | 0 | 5                    | 5                    | 0                    |                      |                      |
| 2015-2016  | Reign d'Ontario                  | LAH        | 55  | 7                | 13               | 20               | 30               | 12               | 1 | 6                    | 7                    | 4                    |                      |                      |
| 2015-2016  | Kings de Los Angeles             | LNH        | 5   | 0                | 0                | 0                | 0                | -                | - | -                    | -                    | -                    |                      |                      |
| 2016-2017  | Reign d'Ontario                  | LAH        | 6   | 0                | 2                | 2                | 0                | -                | - | -                    | -                    | -                    |                      |                      |
| 2016-2017  | Kings de Los Angeles             | LNH        | 49  | 1                | 6                | 7                | 6                | -                | - | -                    | -                    | -                    |                      |                      |
| 2017-2018  | Reign d'Ontario                  | LAH        | 25  | 3                | 8                | 11               | 17               | -                | - | -                    | -                    | -                    |                      |                      |
| 2017-2018  | Kings de Los Angeles             | LNH        | 16  | 0                | 3                | 3                | 2                | 1                | 0 | 0                    | 0                    | 0                    |                      |                      |
| 2018-2019  | Condors de Bakersfield           | LAH        | 5   | 0                | 1                | 1                | 0                | -                | - | -                    | -                    | -                    |                      |                      |
| 2018-2019  | Oilers d'Edmonton                | LNH        | 36  | 0                | 3                | 3                | 4                | -                | - | -                    | -                    | -                    |                      |                      |
| 2019-2020  | Maple Leafs de Toronto           | LNH        | 3   | 0                | 0                | 0                | 0                | -                | - | -                    | -                    | -                    |                      |                      |
| 2019-2020  | Marlies de Toronto               | LAH        | 23  | 1                | 2                | 3                | 8                | -                | - | -                    | -                    | -                    |                      |                      |
| 2020-2021  | Condors de Bakersfield           | LAH        | 37  | 1                | 7                | 8                | 17               | 6                | 0 | 2                    | 2                    | 0                    |                      |                      |
| 2021-2022  | Heat de Stockton                 | LAH        | 59  | 3                | 11               | 14               | 11               | 13               | 0 | 3                    | 3                    | 6                    |                      |                      |
| 2022-2023  | Admirals de Milwaukee            | LAH        | 49  | 2                | 11               | 13               | 16               | 12               | 1 | 2                    | 3                    | 2                    |                      |                      |
| 2022-2023  | Predators de Nashville           | LNH        | 23  | 0                | 1                | 1                | 4                | -                | - | -                    | -                    | -                    |                      |                      |
| Totaux LNH | Totaux LNH                       | Totaux LNH | 132 | 1                | 13               | 14               | 16               | 1                | 0 | 0                    | 0                    | 0                    |                      |                      |

### En équipe nationale
| Année | Compétition                 |   | PJ | B | A | Pts | Pun      |  | Résultat |
| 2012  | Championnat du monde junior | 6 | 1  | 0 | 1 | 0   | 7e place |  |          |

## Trophées et honneurs personnels
- 2009-2010 : participe au Match des étoiles de l'USHL
- 2014-2015 : champion de la Coupe Calder avec les Monarchs de Manchester (LAH)